# Доніс Ескобер
Доніс Ескобер (ісп. Donis Escober, нар. 3 лютого 1980, Сан-Ігнасіо) — гондураський футболіст, воротар клубу «Олімпія» та національної збірної Гондурасу.

## Клубна кар'єра
У дорослому футболі дебютував 2001 року виступами за команду клубу «Олімпія», кольори якої захищає й донині.

## Виступи за збірну
2002 року дебютував в офіційних матчах у складі національної збірної Гондурасу. Наразі провів у формі головної команди країни 25 матчів.
У складі збірної був учасником розіграшу Золотого кубка КОНКАКАФ 2009 року у США, чемпіонату світу 2010 року у ПАР, розіграшу Золотого кубка КОНКАКАФ 2011 року у США, розіграшу Золотого кубка КОНКАКАФ 2013 року у США.
Включений до складу збірної для участі у фінальній частині чемпіонату світу 2014 року у Бразилії.

## Титули і досягнення
- Переможець Центральноамериканського кубка: 2017